# 约翰内斯·威廉·延森
约翰内斯·威廉·延森（1873年1月29日—1950年11月25日），丹麦作家，他被认为是20世纪丹麦最伟大的作家，1944年诺贝尔文学奖得主。

## 主要作品
以歷史小說文明世界，「這部長篇巨著描寫的是北部各民族從冰川時代到十五世紀的進化歷史，小說敘述了文字記載以前，北歐的人們是怎麼過著群居生活並與大自然博鬥。這部巨著很有條理，且合乎科學，堪稱一部文學的人類近代史。由此，奠定了揚森在丹麥文壇上的地位。」(孟憲忠)

## 作品的中譯
- 諾貝爾文學獎全集編輯委員會/編輯，《西蘭巴(1939)/顏生(1944)/米斯特拉蘭(1945)》，台北市：九五文化，1981年。